# Albert Pilát
Albert Pilát (2. listopadu 1903 Praha – 29. května 1974, Praha) byl český mykolog, botanik a muzejní pracovník.

## Život
Albert Pilát pocházel z rodiny pražského úředníka Karla Piláta (* 1859) a jeho ženy Marie, rozené Tauchenové.
Když v roce 1922 dokončil studium na Akademickém gymnáziu v Praze a začal studium na Přírodovědecké fakultě Univerzity Karlovy, byl již plně oddán botanice a zcela orientován na mykologii vyšších hub. Na vysoké škole byl žákem Josefa Velenovského, se kterým se seznámil už jako středoškolský student na počátku 20. let. Pilát byl už v té době pilným sběratelem makromycetů (makroskopické houby s většími plodnicemi „klasické“ houby), které určoval a studoval. Když byl v roce 1923 založen Československý mykologický klub, stal se jeho aktivním členem. O rok později začal klub vydávat časopis Mykologia a Pilát se stal okamžitě nejpilnějším přispěvatelem až do zániku časopisu v době světové hospodářské krize.
V roce 1926 dosáhl doktorátu, v té době už rok pracoval jako asistent v botanickém ústavu přírodovědecké fakulty. Odtud odešel o dva roky později a v roce 1930 nastoupil do botanického oddělení Národního muzea v Praze jako pomocný vědecký pracovník a v roce 1933 získal postaveni definitivního odborného pracovníka. Zde dostal za úkol prozkoumat bezcenný materiál neznámého původu, který byl určen ke skartaci. Tak Pilát zachránil obrovský poklad české mykologie, jednalo se o část mykologického herbáře slavného muzejního badatele Augusta Cordy. Dalším jeho obrovským přínosem byla jeho sbírkotvorná práce. Začal budovat rozsáhlý mykologický herbář, především ze svých vlastních sběrů, ale také výměnou se zahraničními kolegy mykology i mykologickými ústavy. Získával také sbírky ostatních československých mykologů.
V únoru 1948 přijal Pilát funkci přednosty botanického oddělení Národního muzea. Při reorganizaci muzea v roce 1965 bylo vedle botanického oddělení vytvořeno samostatné mykologické oddělení a Pilát se stal jeho přednostou. Toto pracoviště jeho zásluhou získalo světovou úroveň v oblasti taxonomie a systematiky vyšších hub a Pilát se stal nejvýznamnějším představitelem československé mykologické vědy v Evropě i ve světě.
Druhou oblastí jeho činnosti byla práce v Československé akademii věd. V roce 1959 byl zvolen členem korespondentem a byl zařazen do vědeckého kolegia speciální biologie. Také byl členem redakční rady Příručního slovníku naučného, který vyšel ve čtyřech dílech v letech 1962–1967.
Třetí oblastí jeho působení byl Československý mykologický klub v roce 1956 přeměněný na Československou vědeckou společnost pro mykologii. Pilát byl předsedou této společnosti, ale i hlavním redaktorem časopisu Česká mykologie, který společnost vydávala.
Věnoval se i osvětové práci. O tom svědčí několik výborně zorganizovaných výstav čerstvých hub v hlavní budově Národního muzea. Nejdůležitější jsou však dvě publikace určené praktickým houbařům. Atlas hub na volných listech s ilustracemi Otto Ušáka, využívaný pro pedagogické účely. Obrazové části bylo využito pro Kapesní atlas hub, který byl od svého vydání v roce 1952 přeložen do slovenštiny, němčiny, angličtiny a francouzštiny.
Pilát byl botanikem, který zakotvil zcela a pevně v mykologii, přesto se věnoval i oblastem, které byly jeho koníčkem – pěstování alpinek, dendrologie sadových a parkových stromů a keřů, jak listnatých, tak jehličnatých. Svůj zájem o rostliny pěstované v zahradách i domácnostech využil ve svých článcích uveřejněných v časopise Živa.
Botanika a mykologie byla pro Piláta důvodem k cestování. Cestoval často a rád, poznával nové kraje a jejich flóru. Poznávání muselo být zakončeno sdělením, proto publikoval hojně a rychle. Své publikace doplňoval perokresbami, dokonalými fotografiemi černobílými i barevnými. Jeho publikační činnosti je ohromující, vytvořil na 580 publikací a odborných článků, které často vyšly i v jazykových mutacích. Knihy vycházely dlouho po jeho smrti. 

## Činnost

### Publikační
Samostatné publikace:
- Die Cyphellaceen Böhmens I.–II. (1924–1925)
- Mykoflora dolů příbramských (1927)
- Monographie der europäischen Stereaceen (1930)
- Monographie der europäischen Polyporaceen mit besonderer Berücksichtigung ihrer Beziehungen zur Landwirtschaft (I. 1931, II. 1934, III. 1936)
- V tropech u Guinejského zálivu (Praha 1941)
- Klíč k určování našich hub hřibovitých a bedlovitých: Agaricales agaricalium europaeorum clavis dichotomica (Praha 1951)
- České druhy žampionů [Agaricus] (Praha 1951)
- Naše houby (Praha 1952), ilustrace Otto Ušák
- Atlas hub (Praha 1952), ilustrace Otto Ušák
- Listnaté stromy a keře našich zahrad a parků (Praha 1953)
- Kapesní atlas hub: Pomocná kniha pro školy všeobecně vzdělávací a pedagogické. (Praha 1956), ilustrace Otto Ušák
- Naše houby. Kritické druhy našich hub. (Praha 1959), obrazy namaloval Otto Ušák
- Kapesní atlas rostlin (Praha 1963)
- Jehličnaté stromy a keře našich zahrad a parků (Praha 1964)
- Alpínky, společně s Milošem Deylem (Praha 1964)
- Atlas rostlin (Praha 1964), ilustrace Otto Ušák
- Houby Československa ve svém životním prostředí (Praha 1969)
- Atlas alpínek (Praha 1973)

Společně s Karlem Kavinou vydával od r. 1933 Atlas hub evropských, kde z Pilátových prací vyšlo:
- Polyporaceae – Houby chorošovité (Praha 1936)
- Evropské druhy houževnatců Lentinus (Praha 1946)
- Evropské druhy trepkovitek Crepidotus (Praha 1948)

V projektu Flora ČSR se podílel společně s dalšími autory na:
- Flora ČSR. sv. 1, Gasteromycetes (Praha 1958)[7]

### Zahraniční cesty
- 1968 – USA – univerzita Tennessee – pozvání profesora Ronalda H. Petersena
- 1968 – Kanada – Výzkumný ústav rostlin v Ottawě
- 1968 – Švýcarsko – Sjezd mykologů alpských zemí
- 1969 – Maďarsko – Maďarská akademie věd – oslavy 360. výročí úmrtí Carola Clusia – jako první zahraniční mykolog Pilát obdržel Clusiovu medaili
- 1969 – USA – Botanický ústav univerzity v Seattlu
- 1969 – USA – XI. mezinárodní botanický kongres v Seattlu
- 1970 – NDR – botanické zahrady v Drážďanech a Lipsku
- 1970 – Finsko – Botanický ústav univerzity v Turku – pobyt na subarktické výzkumné stanici Kevo v Laponsku
- 1971 – Mongolsko – pobyt v pohoří Chentej[6]